# 로이 오스왈트
로이 에드워드 오스왈트(Roy Edward Oswalt, 1977년 8월 29일 ~ )는 미국출신의 전 메이저 리그의 선수이다. 2001년 휴스턴 애스트로스에서 메이저리그 데뷔를 했다. 정통파 우완 강속구 투수로, 체격 조건은 파워 피처로서 다소 부족함에도 불구, 평균 92~94마일의 무거운 직구와 강력한 커브를 주무기로 하여 다양한 변화구를 구사할 수 있는 것이 특기이다.
2004년과 2005년에는 연달아 20승씩 기록하는 등 대단한 투구를 보였지만 사이 영 상과는 그리 인연이 없기도 하다.

## 같이 보기
- 올림픽 야구 메달리스트 목록